# 斐迪南·冯·威斯特华伦
斐迪南·奥托·威廉·亨宁·冯·威斯特华伦（德語：Ferdinand Otto Wilhelm Henning von Westphalen；1799年4月23日—1876年7月2日）是德国的一个政治人物。他出生于吕贝克，是小贵族路德维希·冯·威斯特华伦和第一任妻子伊丽莎白·冯·费尔特海姆所生的第一个孩子。1816年—1819年，他先后在哈雷大学、哥廷根大学和柏林大学学习。在“反动时代”的1850年—1858年，他担任普鲁士王国内政部长。最后，逝世于柏林，葬于旧圣马太公墓。他的同父异母妹妹燕妮是共产主义思想家卡尔·马克思的妻子。